# Mexx Nachbar
Mexx Nachbar is een Nederlands jeugdactrice. Ze is het bekendst van haar rol als "Lieke" in de telefilm Blijf! uit 2011.

## Filmografie
- The Protocol (2013) als Linda de Ruyter - kortfilm
- Blijf! (2011) als Lieke - telefilm